# Luigi Belloli
Luigi Paolo Angelo Belloli (Inveruno, 25 luglio 1923 – Inveruno, 5 novembre 2011) è stato un vescovo cattolico italiano.

## Biografia
Luigi Belloli nacque da una famiglia benestante inverunese che possedeva un'industria di produzione di olio.
Il 15 giugno 1946 fu ordinato presbitero dal cardinale Alfredo Ildefonso Schuster.
Divenne successivamente rettore dell'Almo Collegio Borromeo a Pavia dal 1961 al 1969 per poi passare con la carica di rettore al Pontificio seminario lombardo, ove venne sostituito da Dionigi Tettamanzi l'11 settembre 1987. Tornato nell'arcidiocesi ambrosiana, il cardinale Carlo Maria Martini lo nominò vicario episcopale per i Collegi arcivescovili dell'arcidiocesi di Milano.

### Ministero episcopale
Il 7 dicembre 1987 papa Giovanni Paolo II lo nominò vescovo di Anagni-Alatri. Il 6 gennaio 1988 ricevette l'ordinazione episcopale, nella basilica di San Pietro in Vaticano, per imposizione delle mani dello stesso pontefice, co-consacranti gli arcivescovi Eduardo Martínez Somalo e Giovanni Battista Re. Il 6 marzo successivo prese possesso della diocesi.
Durante l'episcopato fondò ad Anagni, con l'aiuto di Ludovico Quattrocchi, la Scuola cattolica diocesana, la scuola media ginnasio "Bonifacio VIII" - liceo "Leoniano".
Si ritirò dall'incarico di vescovo di Anagni-Alatri il 6 marzo 1999, per raggiunti limiti di età. Divenuto vescovo emerito collaborò con il clero inverunese.
In occasione dell'anniversario della sua consacrazione episcopale nel 2008, si svolse una fiaccolata conclusa con il conferimento del "San Martino d'oro" (riconoscimento per i cittadini inverunesi). Venne poi proclamato dal consiglio comunale "cittadino benemerito" per un importante lascito librario alla Biblioteca comunale di Inveruno.
Perse quasi definitivamente la facoltà della parola a causa di problemi alle corde vocali: smise così di celebrare pubblicamente la messa e si ritirò completamente a vita privata.
Morì il 5 novembre 2011 presso la sua residenza a Inveruno. La messa esequiale è stata celebrata il 7 novembre a Inveruno (dove è stato proclamato il lutto cittadino) dall'arcivescovo di Milano cardinale Angelo Scola, concelebranti il cardinale Dionigi Tettamanzi e i vescovi Lorenzo Loppa, Carlo Roberto Maria Redaelli, Erminio De Scalzi, Giovanni Giudici, Luigi Stucchi, Claudio Baggini, Luigi Bettazzi, Serafino Faustino Spreafico e Mario Delpini. Il suo corpo è stato tumulato nella cattedrale di Anagni.

## Genealogia episcopale
La genealogia episcopale è:
- Cardinale Scipione Rebiba
- Cardinale Giulio Antonio Santori
- Cardinale Girolamo Bernerio, O.P.
- Arcivescovo Galeazzo Sanvitale
- Cardinale Ludovico Ludovisi
- Cardinale Luigi Caetani
- Cardinale Ulderico Carpegna
- Cardinale Paluzzo Paluzzi Altieri degli Albertoni
- Papa Benedetto XIII
- Papa Benedetto XIV
- Papa Clemente XIII
- Cardinale Enrico Benedetto Stuart
- Papa Leone XII
- Cardinale Chiarissimo Falconieri Mellini
- Cardinale Camillo Di Pietro
- Cardinale Mieczysław Halka Ledóchowski
- Cardinale Jan Maurycy Paweł Puzyna de Kosielsko
- Arcivescovo Józef Bilczewski
- Arcivescovo Bolesław Twardowski
- Arcivescovo Eugeniusz Baziak
- Papa Giovanni Paolo II
- Vescovo Luigi Belloli